# Željko Dimitrov
Željko Dimitrov (in serbo Жељко Димитров?; Pirot, 19 febbraio 1994) è un calciatore serbo, attaccante del Radnički Pirot.

## Carriera

### Club
Il 1º luglio 2018 viene acquistato a titolo definitivo dalla squadra serba della Dinamo Vranje.